# Luiza Trigo
Luiza Trigo, também conhecida como Luly Trigo (Rio de Janeiro, 28 de outubro de 1988), é uma escritora e roteirista brasileira que escreve livros, filmes e séries direcionados ao público adolescente.

## Obras publicadas

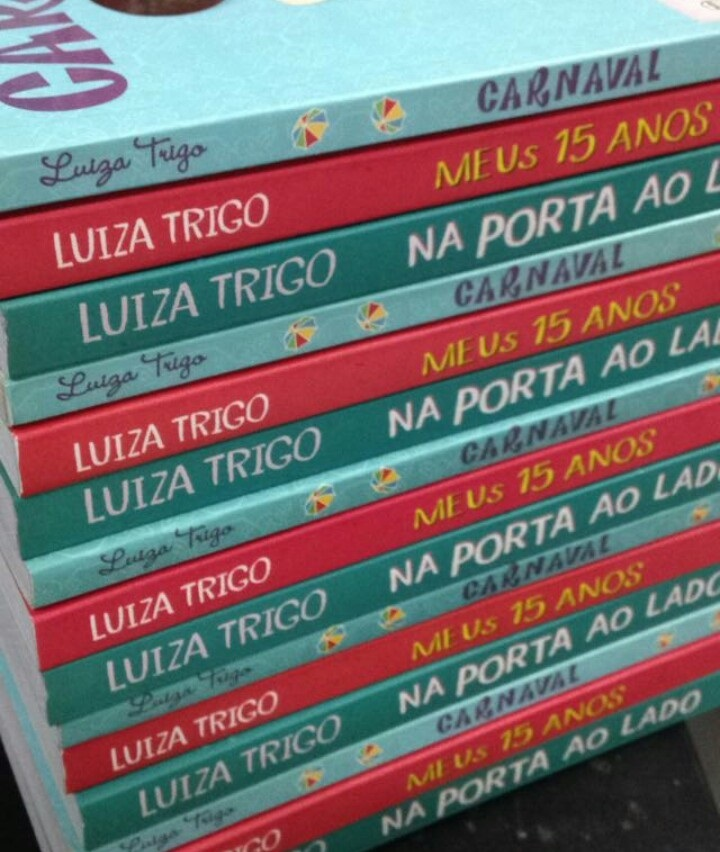
Livros da Luiza Trigo.

| Ano  | Título                                   |              | Formato          |
| ---- | ---------------------------------------- | ------------ | ---------------- |
| 2012 | Carnaval                                 | Ed. Rocco    | Físico e Digital |
| 2013 | A Caixinha Mágica (conto de Natal)       | Ed. Rocco    | Digital          |
| 2014 | As Valentinas (teaser de "Meus 15 Anos") | Ed. Rocco    | Digital          |
| 2014 | Meus 15 Anos                             | Ed. Rocco    | Físico e Digital |
| 2015 | Na Porta Ao Lado                         | Ed. Rocco    | Físico e Digital |
| 2016 | Uma canção pra você                      | Ed. Rocco    | Físico e Digital |
| 2017 | Meu jeito certo de fazer tudo errado     | Ed. Arqueiro | Físico e Digital |
| 2018 | O reino de Zália                         | Ed. Seguinte | Físico e Digital |
| 2021 | De repente adolescente (Livro de contos) | Ed. Seguinte | Físico e Digital |

## Redes Sociais
Ao longo da carreira, Luiza passeou por todas as redes sociais existentes e até blog teve, onde escrevia contos e crônicas para os leitores. Hoje mantem uma conta no Instagram com o nome de Luly Trigo e é facilmente encontrada na Twitch, onde faz lives diárias com sprints de escrita e leitura para ajudar no seu foco e de quem assiste.